# Coptaspis
Genre
Coptaspis est un genre d'insectes orthoptères de la famille de Tettigoniidae et de la sous-famille des Conocephalinae. 
Les espèces sont trouvées dans le sud de l'Australie et en Tasmanie, en Nouvelle Calédonie et sur les îles du Vanuatu et en Polynésie française.

## Espèces
- Coptaspis brevipennis Redtenbacher, 1891 (type)
- Coptaspis crassinervosa Redtenbacher, 1891
- Coptaspis elegans C. Willemse, 1966
- Coptaspis lateralis (Erichson, 1842)

## Référence
1. ↑  (de)     Redtenbacher J., 1891: Monographie der Conocephaliden. Verhandl. Zoologisch-Botanischen Gesellsch. Wien 41:456.